# Henry Irving
Sir Henry Irving właśc. John Henry Brodribb (ur. 6 lutego 1838 w Keinton Mandeville, zm. 13 października 1905 w Londynie) – angielski aktor, reżyser i menadżer teatralny. Był pierwszym aktorem, któremu nadano szlachectwo. Doktor honorowy uniwersytetów w Cambridge, Dublinie i Glasgow.
Osiągnął znaczny sukces artystyczny i materialny. Zmarł nagle w 1905 r. Miał dwóch synów, Harry Brodribb Irving był aktorem, a Laurence Irving dramaturgiem i nowelistą.
Henry Irving w latach 1878-1899 kierował Lyceum Theatre w Londynie, wystawiał głównie sztuki Szekspira, w których grał główne role. Szczególnie wysoko oceniany był duet aktorski jaki stworzył z Ellen Terry. Wystawiał w całej Wielkiej Brytanii, odbył 8 tournée po Stanach Zjednoczonych.
Wieloletnim sekretarzem i przyjacielem Irvinga był pisarz Bram Stoker, twórca gotyckiej powieści Drakula. Według wielu opinii aktor był prawdopodobnie jedną z pierwotnych inspiracji do stworzenia postaci hrabiego-wampira.

## Ważniejsze inscenizacje
- Hamlet (1874),
- Wiele hałasu o nic (1882),
- Romeo i Julia (1882),
- Wieczór Trzech Króli (1884),
- Faust (1886),
- Makbet (1875, 1888),
- Król Lear (1892),
- Henryk VIII (1892).